# Chung-guyŏk
Chung-guyŏk (koreanska: 중구역) är en kommun i Nordkorea.   Den ligger i provinsen Pyongyang, i den sydvästra delen av landet. Huvudstaden Pyongyang ligger i Chung-guyŏk.